# Frank De Wulf
Frank De Wulf (* 1968) ist ein belgischer DJ, Musiker und Labelbetreiber. Er gilt als Pionier der belgischen New-Beat- und Techno-Szene.

## Leben
Frank De Wulf wurde 1968 als jüngster von drei Söhnen geboren. Seine Brüder zeigten ihm schon frühzeitig neue Musikrichtungen. Mit etwa 10 Jahren begann er mit Tapedecks zu experimentieren und erstellte erste Mixe seiner Lieblingsplatten.
Nachdem er eine Einladung zu einer örtlichen Radiostation erhalten hatte, konnte er das erste Mal mit richtigen Plattenspielern mixen und erhielt bald darauf seine eigene Radiosendung „Seventh Heaven Radio“. Bald schuf er eigene Remixe seiner Lieblingsstücke und spielte diese in seiner Show. 1985 erhielt er eine Radiosendung auf dem mehr auf Tanzmusik ausgerichteten Sender SIS.
Zu dieser Zeit hatte er auch seinen ersten Job als Resident-DJ in zwei Tanzcafes in Gent. Mit dem Aufkommen von New Beat um das Jahr 1988 begann er auch mit der Produktion eigener Musikstücke. Eine seiner ersten Platten war die 12" Acid Rock seines Projektes Rhythm Device auf Music Man Records. Später veröffentlichte er aus Zeitgründen zahlreiche unfertige Beats und Samples als B-Sides. Wider Erwarten erfreuten sich die Stücke bei DJs großer Beliebtheit, worauf De Wulf später weitere Teile der Serie veröffentlichte.
Gemeinsam mit weiteren Musikern gründete er Bands und Projekte wie Bass Jumpers, F.O.G., Liaisons D oder Rhythm Device. Als Remixer lieferte er unter anderem Neubearbeitungen für Digital Boy, Santa Esmeralda, Jam & Spoon, Erasure, The Orb, The Shamen, Model 500, Biosphere, Ken Ishii und Celvin Rotane.
Es folgten zahlreiche Auftritte als DJ im europäischen Ausland sowie den USA und Australien. Später gründete er seine eigenen Musiklabels  Mikki House und Two Thumbs.
Ende der 1990er Jahre zog De Wulf sich aus der Musikszene zurück, um sich stärker auf die Arbeit in seinem Visual-Effects-Studio GRID zu kümmern. Dort setzt er Effekte für Werbespots, Musikvideos und Spielfilme um.

## Diskografie (Auswahl)

### Alben
- 1990: Frank De Wulf – The B-Sides Volume One And Two (Music Man Records, Compilation)
- 1990: Modular Expansion – Unit 1 & Unit 2 (Music Man Records)
- 1991: Frank De Wulf – The First 3 Years (Mikki House, Compilation, DJ-Mix)

### Singles & EPs
- 1989: In Full Effect – And The World Knows That (Brother Bear Records)
- 1989: Kris Kastaar / Frank De Wulf – KK Mix Volume One / Compression (Music Man Records)
- 1989: Frank De Wulf – D.W.F. Mix (Volume 1) (Music Man Records)
- 1990: Modular Expansion – Unit 1 (Music Man Records)
- 1990: Modular Expansion – Unit 2 (Music Man Records)
- 1990: FX. – Tape Path (Mikki House)
- 1990: Second Chance – Hard Up (Music Man Records)
- 1990: Frank De Wulf / Sherman – D.W.F. Mix 2 / B-Sides Mix (Music Man Records)
- 1990: Frank De Wulf – The B-Sides Volume One (Music Man Records)
- 1990: Frank De Wulf – The B-Sides Remixed (Music Man Records)
- 1990: Frank De Wulf – The B-Sides Volume Two (Music Man Records)
- 1990: Frank De Wulf – The B-Sides Volume Three (Music Man Records)
- 1990: Frank De Wulf – The B-Sides Volume Four (Music Man Records)
- 1991: Crash – Crash (Streetbeats)
- 1992: Frank De Wulf – Beyond The B-Sides (Music Man Records)
- 1992: Modular Expansion – Cubes  (Flarenasch)
- 1992: Bhab & Cas – Two Thumbs (Mikki House)
- 1992: Bhab & Cas – Two Thumbs II (Two Thumbs)
- 1992: Two Thumbs – Two Thumbs III (Two Thumbs)
- 1992: Two Thumbs – Two Thumbs IV (Two Thumbs)
- 1992: Frank De Wulf – Wishflower (Mikki House)
- 1993: Arena – Calor (Two Thumbs)
- 1993: In Full Effect – Inside Out (Two Thumbs)
- 1993: Frank De Wulf – People In Motion (Two Thumbs)
- 1993: Frank De Wulf – People In Motion II (Two Thumbs)
- 1994: Frank De Wulf vs. T-Quest – Play (R&S Records)
- 1994: Cerpent – Class One / Class Two (Growth)
- 1995: Cerpent – Pacific (Growth)
- 1995: Frank De Wulf / Hardfloor – Dark Hearts 2 (Harthouse)
- 1995: Frank De Wulf – Drums In A Grip (Harthouse)
- 1995: Sunstone – Pianohell / Deep And Refreshing (Tribal Sun)
- 1995: Sunstone – Pianohell 2 / Midas-beats (Tribal Sun)
- 1995: Sunstone – Skyline / Razorblade (Tribal Sun)
- 1996: Bypass – Zero Return (Bonzai Records)
- 1997: Frank De Wulf – Spinal Tap (Generations)
- 1999: Catella – Drums On A Roll (Music Man Records)
- 2010: Frank De Wulf – The B-Sides Volume Five (B-Sides)
- 2011: Frank De Wulf / DJ HMC – People In Motion / Life Support Systems (Darkroom Dubs)